# Ruda-Huta (gromada)
Ruda-Huta – dawna gromada, czyli najmniejsza jednostka podziału terytorialnego Polskiej Rzeczypospolitej Ludowej w latach 1954–1972.
Gromady, z gromadzkimi radami narodowymi (GRN) jako organami władzy najniższego stopnia na wsi, funkcjonowały od reformy reorganizującej administrację wiejską przeprowadzonej jesienią 1954 do momentu ich zniesienia z dniem 1 stycznia 1973, tym samym wypierając organizację gminną w latach 1954–1972.
Gromadę Ruda-Huta z siedzibą GRN w Rudzie-Hucie utworzono – jako jedną z 8759 gromad na obszarze Polski – w powiecie chełmskim w woj. lubelskim na mocy uchwały nr 7 WRN w Lublinie z dnia 5 października 1954. W skład jednostki weszły obszary dotychczasowych gromad Chromówka, Gdola, Miłosław, Ruda-Huta, Ruda-Opalin, Ruda wieś i Ruda kol., Zarudnia ze zniesionej gminy Świerże w tymże powiecie. Dla gromady ustalono 21 członków gromadzkiej rady narodowej.
1 stycznia 1958 do gromady Ruda Huta włączono obszar zniesionej gromady Żalin oraz wieś Rudka, kolonię Rudka i osadę tartaczną Rudka ze zniesionej gromady Rudka w tymże powiecie.
1 stycznia 1960 do gromady Ruda Huta włączono wieś i kol. Iłowa, Łukówek Piękny na Iłowie kol., Łukówek Piękny na Rudni kol. oraz Rudnia wieś i kol. ze zniesionej gromady Łukówek Piękny w tymże powiecie.
1 stycznia 1962 do gromady Ruda Huta włączono kolonie Marynin, Poczekajka i Tarnówka z gromady Okszów w tymże powiecie.
Gromada przetrwała do końca 1972 roku, czyli do kolejnej reformy gminnej. 1 stycznia 1973 w powiecie chełmskim utworzono gminę Ruda-Huta.